# Ile Parisienne
Ile Parisienne ist eine unbewohnte Insel in der kanadischen Provinz Ontario. Sie befindet sich am östlichen Ende des Lake Superior in der Mitte der Whitefish Bay, etwa 25 km nordwestlich von Sault Ste. Marie, Ontario. Die Insel ist 911 Hektar groß, 8 km lang von Norden nach Süden und 1,6 km breit an der breitesten Stelle.

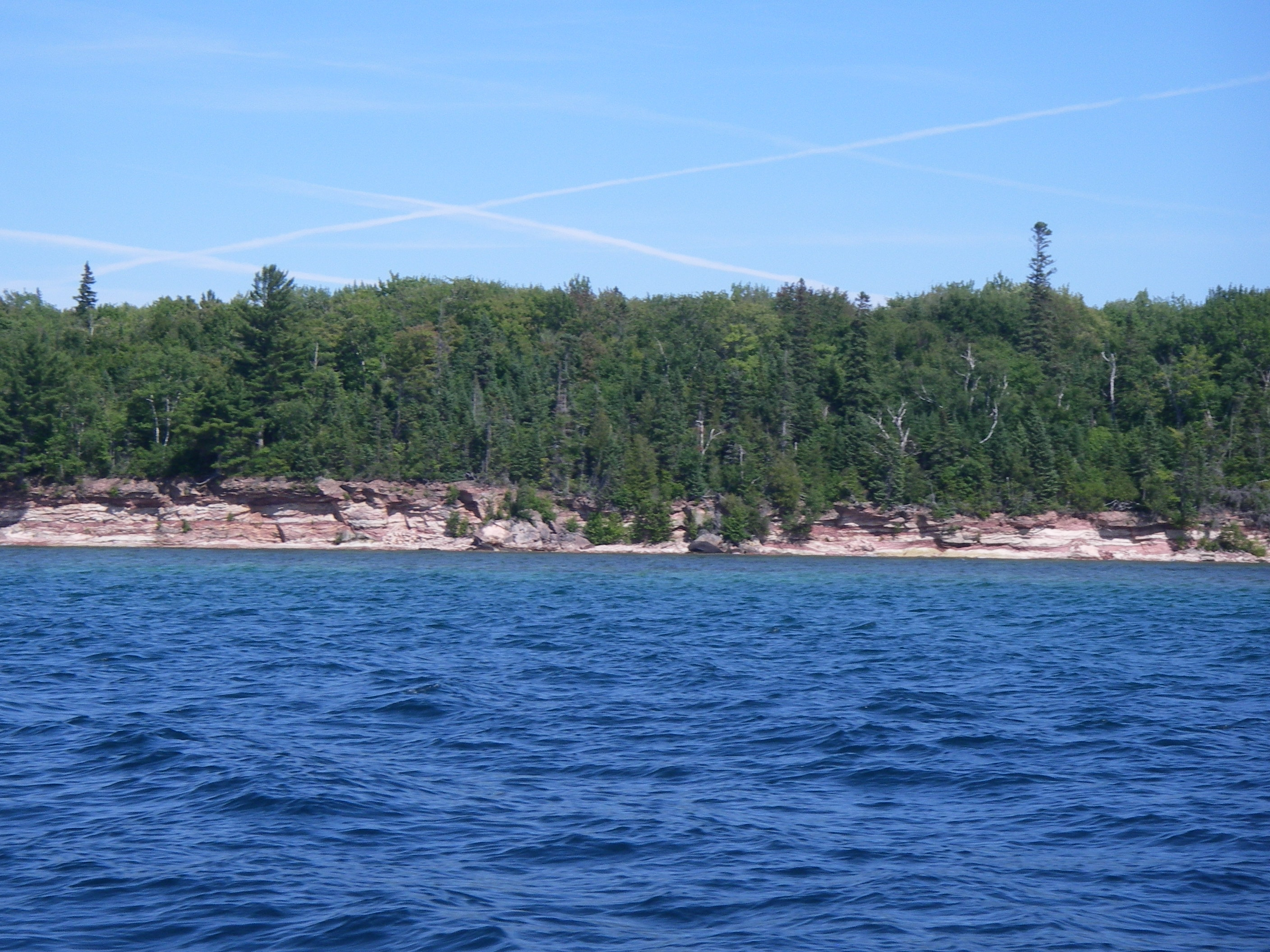
Sandsteinfelsen auf der Westseite

Das Ile Parisienne Conservation Reserve wurde durch das Ontario Public Lands Act von 2001 zum Schutz der Ile Parisienne geschaffen. Das Reservat umfasst die gesamte unberührte Insel mit Ausnahme eines 46 ha großen Privatgebiets am südöstlichen Ende und am südwestlichen Ende, wo sich der Leuchtturm befindet. Das Reservat umfasst auch eine 1,6 km lange Meereszone, die sich vom Ufer bis zur Whitefish Bay erstreckt.
Die Geologie des Reservats besteht aus Jacobsville-Sandsteinfelsen aus der Zeit vor dem Kambrium, postglazialen Sand- und Kopfsteinpflasterstränden, bewachsenen Sanddünen und einzigartigen Felsbrocken. 
Das Reservat schützt Laichgebiete für Seeforellen und Felchen und bewahrt Lebensräume für Wasservögel, Greifvögel und Zugvögel. Es schützt auch verschiedene Feuchtgebietskomplexe und ein Super-Baldachin, der sich aus dem alten Wachstumsstatus von Weymouth-Kiefer (Pinus strobus), Schwarzfichte, Balsamtanne und weißer Birke nähert. Das Reservat wird vom Ontario Ministerium für natürliche Ressourcen verwaltet. Es gibt keine Zufahrtsstraßen für Ressourcen. Die private und kommerzielle Nutzung ist untersagt und es wurden keine Landgenehmigungen erteilt.